# Tsada, Ngari
Tsada, även stavat Zanda, är ett härad (dzong) som lyder under prefekturen Ngari i Tibet-regionen i sydvästra Kina.